# Latonigena
Latonigena es un género de arañas araneomorfas de la familia Gnaphosidae. Se encuentra en Argentina y Sudáfrica. 

## Lista de especies
Según The World Spider Catalog 12.0:
- Latonigena africanus Tucker, 1923
- Latonigena auricomus Simon, 1893